# Ла-Ферте-Отрив
Ла-Ферте́-Отри́в (фр. La Ferté-Hauterive) — коммуна во Франции, находится в регионе Овернь. Департамент коммуны — Алье. Входит в состав кантона Нёйи-ле-Реаль. Округ коммуны — Мулен.
Код INSEE коммуны — 03114.

## Население
Население коммуны на 2008 год составляло 278 человек.
| 1962 | 1968 | 1975 | 1982 | 1990 | 1999 | 2008 |
| ---- | ---- | ---- | ---- | ---- | ---- | ---- |
| 396  | 415  | 338  | 355  | 273  | 285  | 278  |

## Экономика
В 2007 году среди 174 человек в трудоспособном возрасте (15—64 лет) 129 были экономически активными, 45 — неактивными (показатель активности — 74,1 %, в 1999 году было 66,7 %). Из 129 активных работали 121 человек (66 мужчин и 55 женщин), безработных было 8 (3 мужчин и 5 женщин). Среди 45 неактивных 16 человек были учениками или студентами, 18 — пенсионерами, 11 были неактивными по другим причинам.